# Swedish Open 2024
Swedish Open 2024 — тенісний турнір, що проходив на ґрунтових кортах у місті Бостад, Швеція з 15 липня. Належав до категорії ATP 250.

## Фінальна частина

### Чоловіки, одиночний розряд
Нуно Боржеш —  Рафаель Надаль 6–3, 6–2

### Чоловіки, парний розряд
Орландо Луц /  Рафаель Матос —  Мануель Гінар /  Грегуар Жак 7–5, 6–4